# 自動車工学
自動車工学（じどうしゃこうがく、英語：automotive engineering）は、機械工学の一分野。自動車の各構成部分の原理、 構造、設計、製造にわたる広い範囲についての研究を行う。本稿は自動車工学を学べる教育機関の一覧である。

## 自動車工学を学べる学校

### 大学院
- 東京電機大学大学院工学研究科(博士前期課程）及び先端科学技術研究科(博士後期課程)先端自動車工学研究室
- 九州工業大学大学院 生命体工学研究科
- 北九州市立大学大学院 国際環境工学研究科
- 早稲田大学大学院 情報生産システム研究科 北九州学術研究都市連携大学院カーエレクトロニクスコース
- 久留米工業大学大学院 工学研究科 自動車システム工学専攻
- 九州大学大学院 統合新領域学府 オートモーティブサイエンス専攻

### 大学
- 東京電機大学 理工学部
  - 理工学科 電子・機械工学系 自動車工学研究室
- 東京電機大学 工学部
  - 先端機械工学科 先端自動車工学研究室
- 東京都市大学 工学部
  - 機械工学科（自動車工学コース）
- 東海大学 工学部
  - 動力機械工学科
- 名城大学 理工学部
  - 交通機械工学科
- 大阪工業大学 工学部
  - 機械工学科（自動車振動・音響研究室および自動車内燃機関研究室）
  - 電気電子システム工学科（パワーエレクトロニクス研究室〜電気自動車EV充電システム）
- 大阪産業大学 工学部
  - 交通機械工学科
- 久留米工業大学　工学部
  - 交通機械工学科
- 神奈川工科大学 創造工学部
  - 自動車システム開発工学科

### 短期大学
- 北海道自動車短期大学
- 新潟工業短期大学
- 高山自動車短期大学
- 中日本自動車短期大学
- 愛知工科大学自動車短期大学
- 大阪産業大学短期大学部
- 徳島工業短期大学
- 広島国際学院大学自動車短期大学部

### 高等学校
- 宇部鴻城高等学校
  - 工業に関する学科入学後2年次より自動車工学科を選択